# Traquibasalt
El traquibasalt és una roca volcànica que presenta una composició intermèdia entre traquita i basalt. Els minerals continguts en el traquibasalt inclouen feldespat alcalí, plagiòclasi càlcica, olivina, clinopiroxè i probablement quantitats reduïdes de leucita o analcima.
Un traquibasalt és un basalt amb alt índex de minerals àlcalis. El grau de SiO₂ varia generalment entre el 45% i el 52%, el MgO és del voltant del 10% mentre que el Na₂O + K₂O presenta rangs entre el 5% i el 7,5% (vegeu classificació TAS).

## Varietats

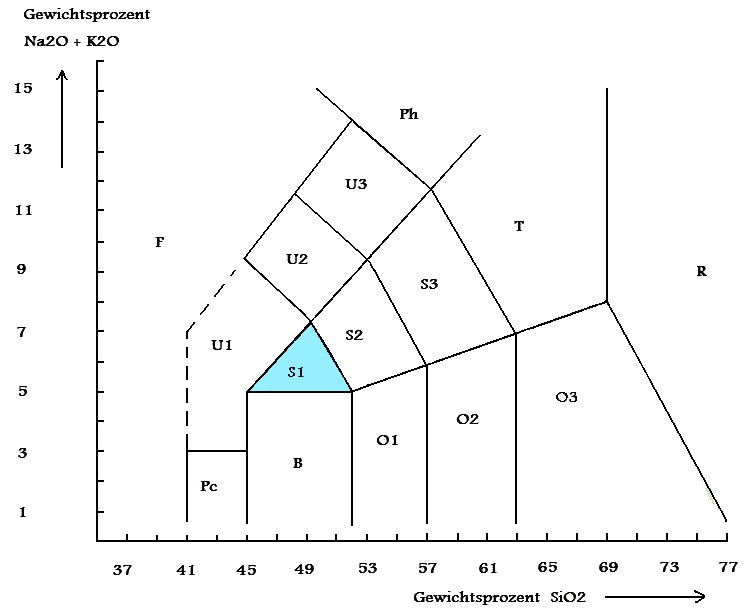
Localització del traquibasalt en el diagrama TAS _{(blau)}

En funció de les diferents quantitats de minerals àlcalis que presentin, es distingeixen dos tipus de traquibasalt:
- Hawaiita, roca que es defineix químicament com aquells traquibasalts amb un percentatge de massa de Na₂O igual o major a més 2%.[1]
- Traquibasalt potàssic, roca que es defineix químicament com aquells traquibasalts amb un percentatge de massa de Na₂O igual o menor a K₂O més 2%.[1]